# Curepipe Starlight SC
Curepipe Starlight SC is een Mauritiaanse voetbalclub uit de stad Curepipe. Ze spelen in de hoogste voetbaldivisie van Mauritius, namelijk de Mauritian League. De laatste jaren is de club erg succesvol, met 3 titels op rij in 2007, 2008 en 2009.
Verder delen ze hun stadion met AS de Vacoas-Phoenix.

## Palmares
- Mauritian League: 3

2007, 2008, 2009

### CAFcompetities
- CAF Champions League : 2 deelnames

2008 - Eerste ronde
2009 - Voorrondes
- CAF Confederation Cup : 1 deelname

2007 - Voorrondes